# Municipio de Sebewaing
El municipio de Sebewaing (en inglés: Sebewaing Township) es un municipio ubicado en el condado de Huron en el estado estadounidense de Míchigan. En el año 2010 tenía una población de 2724 habitantes y una densidad poblacional de 29,76 personas por km².

## Geografía
El municipio de Sebewaing se encuentra ubicado en las coordenadas 43°43′1″N 83°24′15″O / 43.71694, -83.40417. Según la Oficina del Censo de los Estados Unidos, el municipio tiene una superficie total de 91.54 km², de la cual 84,2 km² corresponden a tierra firme y (8,01 %) 7,33 km² es agua.

## Demografía
Según el censo de 2010, había 2724 personas residiendo en el municipio de Sebewaing. La densidad de población era de 29,76 hab./km². De los 2724 habitantes, el municipio de Sebewaing estaba compuesto por el 97,5 % blancos, el 0,22 % eran afroamericanos, el 0,11 % eran amerindios, el 0,26 % eran asiáticos, el 1,14 % eran de otras razas y el 0,77 % eran de una mezcla de razas. Del total de la población el 3,67 % eran hispanos o latinos de cualquier raza.